# Tân Mỹ, Trà Ôn
Tân Mỹ là một xã cũ thuộc huyện Trà Ôn, tỉnh Vĩnh Long, Việt Nam.

## Địa lý
Xã Tân Mỹ nằm ở phía bắc huyện Trà Ôn, có vị trí địa lý:
- Phía đông giáp xã Trà Côn
- Phía tây giáp thị trấn Trà Ôn
- Phía bắc giáp huyện Tam Bình
- Phía nam giáp xã Vĩnh Xuân.

Xã Tân Mỹ có diện tích 19,51 km², dân số năm 1999 là 11.159 người, mật độ dân số đạt 572 người/km².

## Hành chính
Xã Tân Mỹ được chia thành 8 ấp: Cần Thay, Gia Kiết, Mỹ An, Mỹ Định, Mỹ Phú, Mỹ Thuận, Sóc Ruộng, Trà Mòn.

## Lịch sử
Ngày 6 tháng 12 năm 2019, Hội đồng Nhân dân tỉnh Vĩnh Long ban hành Nghị quyết 228/NQ-HĐND về việc:
- Sáp nhập một phần ấp Mỹ Bình vào ấp Mỹ An
- Sáp nhập một phần ấp Mỹ Bình vào một phần ấp Sóc Ruộng
- Sáp nhập một phần ấp Mỹ Yên vào ấp Mỹ Định
- Sáp nhập một phần ấp Mỹ Yên vào một phần ấp Trà Mòn
- Sáp nhập một phần ấp Mỹ Thuận vào ấp Gia Kiết
- Sáp nhập một phần ấp Sóc Ruộng và một phần ấp Trà Mòn vào một phần ấp Mỹ Thuận.